# 布拉德·卡瓦納
布拉德·卡瓦納（英語：Brad Kavanagh；1992年8月21日—）是英國的一位歌手和演員。他最著名的作品是在電視劇阿努比斯公寓中飾演Fabian Rutter角色。他也是一位歌手，在youtube上擁有自己的播客。